# 惨劇の波止場

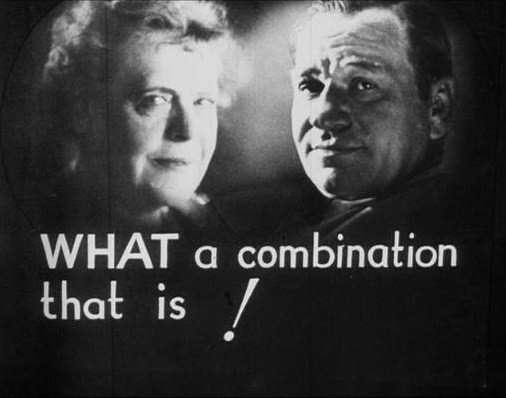
ドレスラー（左）とビアリー（右）。予告編より

『惨劇の波止場』（さんげきのはとば、原題・英語: Min and Bill）は、1930年に製作・公開されたアメリカ合衆国の映画である。

## 概要
ローナ・ムーンの原作を基にジョージ・W・ヒルが監督、マリー・ドレスラーとウォーレス・ビアリーが主演した。ドレスラーとビアリーは1933年の『酔ひどれ船』『晩餐八時』で再共演している。

## キャスト
- ミン：マリー・ドレスラー
- ビル：ウォーレス・ビアリー
- ナンシー（ミンの娘）：ドロシー・ジョーダン
- ベラ：マージョリー・ランボー

## スタッフ
- 監督：ジョージ・W・ヒル
- 製作：ジョージ・W・ヒル、ハリー・ラプフ
- 脚色：フランシス・マリオン、マリオン・ジャクソン
- 撮影：ハロルド・ウェンストロム
- 編集：ベイジル・ランゲル
- 美術：セドリック・ギボンズ
- 衣裳：ルネ・ユベール
- 録音：ダグラス・シアラー

## 受賞歴
- アカデミー主演女優賞：マリー・ドレスラー